# 遜嬪
遜嬪（そんひん、？ - 乾隆52年（1787年））は、清の嘉慶帝の皇子時代の格格(側室)。姓は沈佳氏(または沈氏)。正黄旗包衣の出身。父は熱河総管兼総管内務府大臣銜永和。嘉慶帝即位後に遜嬪に追封された。

## 生涯
沈佳氏の家族が八旗に編入された後の始祖は、瀋陽出身の漢人である沈奪であり、遜嬪（沈佳氏）は沈奪の八世孫にあたる。沈家は代々内務府の中級官僚を務めており、いわば内務府の中級官僚の家系であった。
乾隆47年（1782年）、沈佳氏は嘉親王（後の嘉慶帝）の側室（格格）に指名された。
乾隆51年（1786年）11月11日の巳の刻に、嘉親王の第五皇女を出産した。しかし、乾隆52年（1787年）にはすでに亡くなっていた。その後、乾隆60年（1795年）5月7日、当時8歳であった第五皇女も夭折した（嘉慶23年（1818年）3月、第五皇女は「慧安和碩公主」の称号を追贈された）。
嘉慶2年（1797年）4月22日、嘉慶帝は内閣に対して勅命を下し、潜邸（皇帝が即位前に住んでいた邸宅）時代の側福晋であった完顔氏を「恕妃」、格格であった関氏を「簡嬪」、沈氏を「遜嬪」に追封した。嘉慶帝は『孝淑皇后百日之期親臨殯所酹酒志哀』の中で、孝淑皇后の死去に伴い、これらの女性を妃嬪として追封したことに言及している。遜嬪の甥である福安（筆帖式、正黄旗通源佐領下）は、恕妃の兄慶保、簡嬪の弟愛保とともに、嘉慶帝に恩賜への感謝を述べる奏折を提出した。
嘉慶3年（1798年）6月18日、東直門外にある静安荘殯宮で、恕妃・簡嬪・遜嬪の追封の儀式が執り行われた。
嘉慶8年（1803年）10月17日、遜嬪の金棺は昌陵の妃園寝に安置された。

## 一族
沈氏の家族は、内務府正黄旗の包衣に所属していた（内務府正黄旗に属する漢姓満洲旗人）。以下は、乾隆初年に編纂された『欽定八旗満洲氏族通譜』に記載された沈氏一族の仕官状況である。

### 先祖

#### 始祖
- 沈奪：「沈奪は正黄旗包衣人であり、瀋陽地方に世居していた。帰順した年は不明。その玄孫（五世孫）である秉功は、河南兵備道を務めた。四世孫の沈瑜（沈嵛、沈崳、沈喻、沈玉とも） は、内閣侍読学士兼佐領を務めた。……六世孫の常岱は郎中、雅爾岱も郎中兼佐領、查爾岱は三等侍衛として現職にある。」（『八旗満洲氏族通譜』巻78より）

#### 天祖父（五世祖）
- 秉功：河南兵備道を務めた。

#### 高祖父（四世祖）
- 沈瑜（沈嵛／沈崳／沈喻／沈玉、字：玉峯）：内務府員外郎（養心殿造辦処の管理を担当、怡親王胤祥の指示による）。内閣侍読学士兼佐領。内務府正黄旗包衣第五参領第二旗鼓佐領を歴任。稽察内務府事務監察御史（『欽定台規』に記載）。画家としても活躍し、山水や楼閣を得意とした。

康熙50年（1711年）：『御製避暑山荘三十六図』を描く（康熙51年、武英殿で満漢合璧の『御製避暑山荘三十六景詩』として刊行）。乾隆10年（1745年）：『雍正御製円明園図詠』を描く。

#### 曾祖父（曽祖父・三世祖）
- 蘇伯：郎中兼佐領を務めた。内務府正黄旗包衣第四参領第一旗鼓佐領を歴任。在任中に死去（『欽定八旗通志』に記載）。

#### 祖父（二世祖）とその同世代
- 常岱：郎中として現職。
- 雅爾岱：内務府郎中兼佐領を務める。内務府正黄旗包衣第四参領第一旗鼓佐領を歴任。内務府正黄旗漢軍進士・張百齢の父、張法良が郷試に合格した際、雅爾岱の佐領下に属していた（『欽定八旗通志』に記載）。
- 查爾岱：三等侍衛として現職。
- 卓爾岱：内務府員外郎兼佐領を務める。内務府正黄旗第五参領第三旗鼓佐領を歴任（『欽定八旗通志』に記載）。
- 奇成額：筆帖式として現職。

#### 父（直系）
- 永和 - 佐領、内務府護軍統領。吉林打牲烏拉の総管（打牲烏拉総管衙門）。武備院卿。乾隆26年（1761年）：総管内務府大臣の肩書を持ち、熱河総管を務めた。なお、前任者には内務府鑲黄旗満洲・伊齢阿の父・富貴がいる（『欽定熱河志』に記載）。総管内務府大臣を歴任。内務府鑲黄旗第四参領第一旗鼓佐領を務めた。以前の任官者には董殿邦・高斌などがいた（『欽定八旗通志』に記載）。

### 兄弟
- 永忠 - 内務府員外郎兼佐領を務めた。内務府正黄旗第五参領第一旗鼓佐領を歴任。在職中に死去（『欽定八旗通志』に記載）。
- 永安 - 筆帖式として現職。

## 伝記資料
- 『清史稿』